# Capileira
Capileira é um município da Espanha na província de Granada, comunidade autónoma da Andaluzia, de área 57 km² com população de 560 habitantes (2007) e densidade populacional de 10,14 hab/km².
Pertence à rede das Aldeias mais bonitas de Espanha.

## Demografia

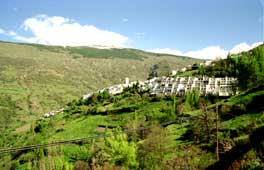
Capileira

| Variação demográfica do município entre 1991 e 2004 | Variação demográfica do município entre 1991 e 2004 | Variação demográfica do município entre 1991 e 2004 | Variação demográfica do município entre 1991 e 2004 |
| --------------------------------------------------- | --------------------------------------------------- | --------------------------------------------------- | --------------------------------------------------- |
| 1991                                                | 1996                                                | 2001                                                | 2004                                                |
| 577                                                 | 572                                                 | 557                                                 | 578                                                 |